# Margarita Nésterova
Margarita Nikoláyevna Nésterova –en ruso, Маргарита Николаевна Нестерова– (Dusambé, URSS, 20 de septiembre de 1989) es una deportista rusa que compitió en natación, especialista en el estilo libre.
Ganó una medalla de plata en el Campeonato Europeo de Natación de 2014 y una medalla de plata en el Campeonato Europeo de Natación en Piscina Corta de 2011.

## Palmarés internacional
| Campeonato Europeo                  | Campeonato Europeo | Campeonato Europeo | Campeonato Europeo    |
| Año                                 | Lugar              | Medalla            | Prueba                |
| ----------------------------------- | ------------------ | ------------------ | --------------------- |
| 2014                                | Berlín (Alemania)  | Medalla de plata   | 4 × 100 m libre mixto |
| Campeonato Europeo en Piscina Corta |                    |                    |                       |
| Año                                 | Lugar              | Medalla            | Prueba                |
| 2011                                | Szczecin (Polonia) | Medalla de plata   | 4 × 50 m estilos      |